# فربيون أشعر
الفربيون الأشعر (باللاتينية: Euphorbia hirsuta) نوع نباتي يتبع جنس الفربيون من الفصيلة اللبنية.

## الموئل والانتشار
ينتشر في حوض البحر الأبيض المتوسط بما في ذلك المشرق العربي والمغرب العربي ومعظم مناطق جنوب أوروبا.